# L'amante di Gramigna (film)
L'amante di Gramigna è un film del 1968, diretto da Carlo Lizzani, tratto da una novella del 1880 di Giovanni Verga.

## Trama
Sicilia, 1865. Un contadino, Gramigna, truffato dal barone Nardò, è costretto a lasciare la casa, che il barone ha ormai affittato ad Assunta e a sua figlia Gemma. Divenuto bandito per vendicarsi del torto subito, Gramigna comincia a uccidere i mediatori complici di Nardò e, braccato da uno squadrone di cavalleria piemontese, piomba nella sua vecchia casa dandole fuoco. Nella casa si trova Ramarro, dipendente del barone e promesso sposo di Gemma, venuto con i parenti per il contratto nuziale. Mentre gli ospiti fuggono impauriti, Gemma si allontana con Gramigna: in realtà lei non vorrebbe sposare Ramarro e nutre segretamente un sentimento per il bandito. In breve i due diventano amanti e Gemma si dà alla macchia condividendo con lui rischi e pericoli.
Il padre di Gramigna viene ucciso e Ramarro, su consiglio del barone, cerca di sorprendere i due latitanti servendosi di un povero demente. Il bandito, fiutando l'inganno, reagisce selvaggiamente ammazzando il demente; Gemma, spaventata dalla furia di Gramigna, fugge ma, mentre cerca di raggiungere la casa della madre, viene inseguita da Ramarro e successivamente bloccata da alcuni uomini di Nardò che la violentano. In un drammatico confronto, Ramarro arma la mano di Gemma, che lo uccide. Tornata da sua madre in cerca di riparo, le annuncia che ha ucciso Ramarro, ma poi non resiste al richiamo di Gramigna, che la riconduce di nuovo con sé. Lei gli confessa la violenza subita e Gramigna, ormai disperato, abbandona Gemma e arriva fino al barone per completare la sua vendetta, ma lo trova ormai agonizzante dopo l'assalto dei braccianti, che si sono finalmente ribellati alle sue prepotenze. Mentre Gramigna infierisce sul corpo di Nardò, sopraggiungono i soldati piemontesi che lo uccidono. Per ultima arriva Gemma che porta via con sé il corpo di Gramigna, seppellendolo nel terreno antistante la sua casa ormai distrutta.

## Distribuzione
Il film fu distribuito in Italia il 29 gennaio 1969. La realizzazione dei manifesti per l'Italia fu affidata al pittore cartellonista Mario De Berardinis.

## Riconoscimenti
- 1969 – Festival di San Sebastián
  - Concha de Plata alla migliore attrice a Stefania Sandrelli